# There’s a Place
«There’s a Place» (с англ. — «Есть место») — песня The Beatles, вышедшая на первом студийном альбоме группы Please Please Me (Великобритания). В США песня вышла на альбоме Introducing… The Beatles в начале 1964 года. Кроме того, песня была опубликована также на мини-альбоме Twist and Shout (лето 1963), а также на стороне «Б» сингла «Twist and Shout» в 1964 и 1986 годах.

## Песня
Песня была написана совместно Джоном Ленонном и Полом Маккартни в доме Маккартни по Фортлин Роуд (авторство обозначено как «Маккартни/Леннон», как и для всех остальных оригинальных композиций с первого альбома). Её название было навеяно композицией «Somewhere» из мюзикла «Вестсайдская история», в которой есть слова «somewhere there’s a place for us» (с англ. — «где-то есть место для нас»). У Маккартни был альбом с саундтреком этого мюзикла во время написания песни, и он признавал его влияние. Местом, о котором идёт речь, было «сознание» (англ. the mind), таким образом основная тема песни была несколько более интеллектуальной, чем большинство популярных песен того времени в Великобритании и США. По сути, основным посылом песни стало обычное ленноновское «В моём сознании нет сожаления… Оно — лишь у тебя в сознании».
Песня уже в 1963 году стала частью концертного репертуара группы. Характерное вступление на губной гармонике, в котором акцентируются седьмая и шестая ступени лада, а также резковатые подголоски в квинту (Маккартни в этих местах поёт верхнюю ноту интервала) делают эту песню довольно примечательной среди раннего творчества группы.

## Запись песни
Песня была записана 11 февраля 1963 года на студии «Эбби Роуд» (во время этой сессии группа записала 10 песен для своего первого альбома). В общей сложности было записано 10 дублей, после небольшого перерыва Леннон дозаписал партию губной гармоники.
В записи участвовали:
- Джон Леннон — основной вокал, губная гармоника, ритм-гитара
- Пол Маккартни — вокал, бас-гитара
- Джордж Харрисон — подголоски, соло-гитара
- Ринго Старр — ударные

## Кавер-версиии культурное влияние
- Песня была перепета группами The Flamin’ Groovies и The Smithereens[англ.].
- Песня была использована в начале документального фильма британского режиссёра Дэниела Фарсона[англ.] Beat City, представлявшего собой «портрет» Ливерпуля и вышедшего на Рождество 1963 года.